# Kraftwerk Kappelerhof
Das Kraftwerk Kappelerhof ist ein Laufwasserkraftwerk an der Limmat in Baden im Kanton Aargau. Es ist das älteste grössere Flusskraftwerk des Kantons und gehört der Limmatkraftwerke AG (LKW), einer Tochtergesellschaft der Regionalwerke AG Baden (RWB).

## Geschichte
An der Weltausstellung 1889 in Paris planten die Vertreter der Elektrogesellschaft Baden (Karl und Theodor Pfister) mit den Gründern der Brown, Boveri & Cie., Charles Eugene Lancelot Brown und Walter Boveri, in Baden eine Maschinenfabrik und ein Wasserkraftwerk zu bauen.
Das Wasserkraftwerk Kappelerhof entstand von 1891 bis 1892. Die BBC lieferte 1892 die erste Maschinengruppe und von 1893 bis 1895 drei weitere. Nach Inbetriebnahme betrug die Leistung des Kraftwerks 1000 kW. Der Kappelerhof wurde von 1974 bis 1976 umgebaut und das alte Kraftwerk zugunsten einer unterirdischen Neuanlage stillgelegt. Eine der vier Maschinengruppen blieb erhalten und wurde in ein Museum integriert. Trotz der Reduktion auf eine einzige grosse Kaplan-Turbine konnte die Stromproduktion auf 20 GWh verdoppelt werden.
In den Jahren 2003 bis 2007 erfolgte eine Totalerneuerung, bei dem aus dem ursprünglichen Kanalkraftwerk ein Flusskraftwerk wurde, das am Ende des neu aufgestauten Kappisees lag. Es wurden eine zweite Maschinengruppe und ein dreifeldriges Stauwehr erstellt sowie ökologische Aufwertungsmassnahmen vorgenommen (Neugestaltung der Inseln und Uferzonen, Bau von Kanustrecken und Bootsübersetzstellen, Bau einer Fischtreppe mit drei Einstiegen).
Seit 2012 wird die Abwärme der Maschinengruppen mittels Wärmepumpentechnologie und Speichertank für die Beheizung der Betriebsgebäude im Kappelerhof genutzt. Mit der CO2-neutralen Abwärmenutzung können jährlich rund 9000 Liter Heizöl eingespart werden.

## Heutige Produktion
Der Kappelerhof verfügt seit 2007 über zwei Maschinengruppen. Mit der mittleren Jahresstromproduktion von 35 GWh kann es rund 8200 Haushalte mit erneuerbarer Energie versorgen. Die Wassernutzung beträgt maximal 140 m³/s bei einer Bruttofallhöhe von 6 m.

## Elektromuseum

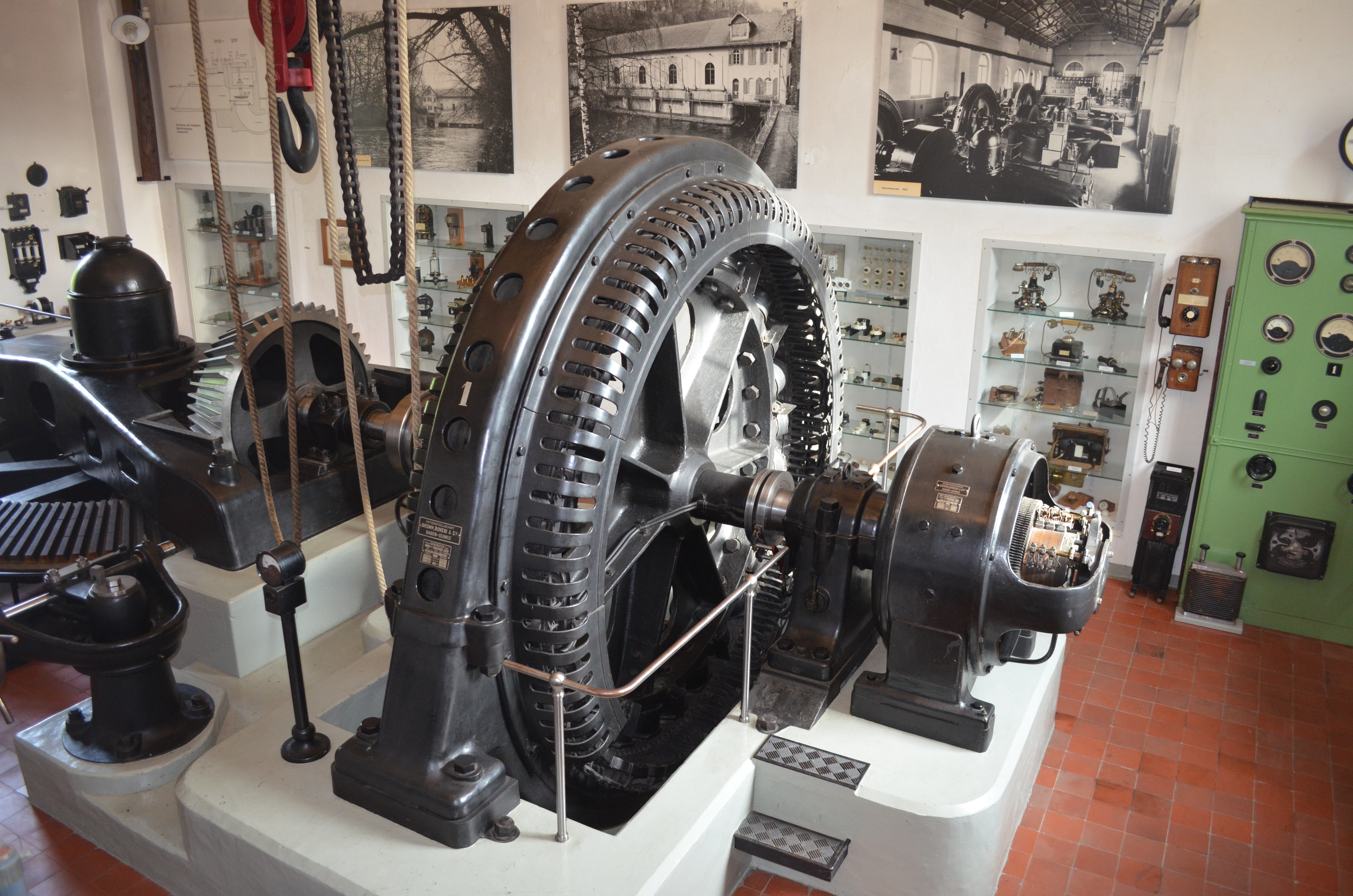
Winkelgetriebe mit Generator

Im Elektromuseum wird gezeigt, wie mit historischen Apparaten und Einrichtungen aus Kraftwerken, Industrie und privaten Haushalten früher Strom erzeugt, transportiert und konsumiert wurde. Prunkstücke der Sammlung sind die komplette historische Maschinengruppe, die trockengelegte Kammer für die 1918 eingesetzte Turbine, das Holzzahnrad und der Generator aus dem Jahr 1925. Im Video- und Demoraum werden die verschiedenen Energieproduktionsarten veranschaulicht. Der Besuch des Elektromuseums im Kraftwerk ist kostenlos. Für Besichtigungen des Museums ausserhalb der Öffnungszeiten und für Führungen durch das Kraftwerk Kappelerhof braucht es eine Voranmeldung.